# Île Sedge
L'île Sedge (en anglais, Sedge Island; en espagnol, Isla Culebra) est une île des îles Malouines (en anglais, Falkland Islands; en espagnol, Islas Malvinas).

## Administration
Les îles sont administrées par le Royaume-Uni dans le cadre du Territoire britannique d'outre-mer des îles Falkland. Elle est revendiquée par la République argentine, qui en fait une partie du Département des îles de l'Atlantique Sud dans la province de Terre de Feu, Antarctique et îles de l'Atlantique sud.

## Description
Elle est située au nord-ouest de la Grande Malouine et à l'est des îles Jason. Au sud de Sedge se trouvent Carcass Island et Saunders Island. C'est une île basse couverte d'herbes et d'arbustes, ainsi que de carex, d'où le nom de l'île.

## Historique
En 1978, Wally McBeth prend possession de l'êle Sedge et tente de s'y installer avec sa femme et ses deux filles. Il avait prévu de construire une petite piste d'atterrissage pour le FIGAS (Falkland Islands Government Air Service (en)), qui n'a pas été réalisée. Il installe sans succès une bergerie, d'abord dans une cabane puis dans un préfabriqué. En 1985, l'île a été acquise par David Hawksworth, qui en est propriétaire depuis.